# 梶山 (横浜市)
梶山（かじやま）は、神奈川県横浜市鶴見区の町名。現行行政地名は梶山一丁目及び梶山二丁目。住居表示実施済み区域。

## 地理
鶴見区の北部に位置し、東から北東にかけて上末吉、西と北西にかけて駒岡、南に三ツ池公園と接している。町の中央を南西から北東に環状2号線が通り、その南東が一丁目、北西が二丁目となる。

### 地価
住宅地の地価は、2025年（令和7年）1月1日の公示地価によれば、梶山1-19-3の地点で20万3000円/m²となっている。

## 歴史

### 沿革
- 1969年（昭和44年）6月1日 - 住居表示の実施に伴い、[8]。町名は字名から採られた。『新編武蔵風土記稿』の上末吉村の項には、「梶山谷、同じ方にて村境なり」との記述がみられる[9]。

### 町名の変遷
| 実施後     | 実施年月日               | 実施前（各町名ともその一部） |
| ---------- | ------------------------ | ---------------------------- |
| 梶山一丁目 | 1969年（昭和44年）6月1日 | 上末吉町、下末吉町の各一部   |
| 梶山二丁目 | 1969年（昭和44年）6月1日 | 上末吉町、駒岡町の各一部     |

## 世帯数と人口
2025年（令和8年）6月30日現在（横浜市発表）の世帯数と人口は以下の通りである。
| 丁目       | 世帯数    | 人口    |
| ---------- | --------- | ------- |
| 梶山一丁目 | 1,027世帯 | 2,042人 |
| 梶山二丁目 | 1,591世帯 | 3,562人 |
| 計         | 2,618世帯 | 5,604人 |

### 人口の変遷
国勢調査による人口の推移。
| 年                 | 人口  |
| ------------------ | ----- |
| 1995年（平成7年）  | 4,574 |
| 2000年（平成12年） | 4,638 |
| 2005年（平成17年） | 5,091 |
| 2010年（平成22年） | 5,490 |
| 2015年（平成27年） | 5,492 |
| 2020年（令和2年）  | 5,622 |

### 世帯数の変遷
国勢調査による世帯数の推移。
| 年                 | 世帯数 |
| ------------------ | ------ |
| 1995年（平成7年）  | 1,725  |
| 2000年（平成12年） | 1,824  |
| 2005年（平成17年） | 2,034  |
| 2010年（平成22年） | 2,188  |
| 2015年（平成27年） | 2,252  |
| 2020年（令和2年）  | 2,399  |

## 学区
市立小・中学校に通う場合、学区は以下の通りとなる（2023年4月時点）。
| 丁目       | 番・番地等                                                                   | 小学校               | 中学校             |
| ---------- | ---------------------------------------------------------------------------- | -------------------- | ------------------ |
| 梶山一丁目 | 28〜29番                                                                     | 横浜市立末吉小学校   | 横浜市立末吉中学校 |
| 梶山一丁目 | 1〜27番                                                                      | 横浜市立上末吉小学校 | 横浜市立末吉中学校 |
| 梶山二丁目 | 8番〜18番12号 18番19〜48号 19番11〜33号 25番〜31番11号 31番28号〜39番        | 横浜市立上末吉小学校 | 横浜市立末吉中学校 |
| 梶山二丁目 | 3番1〜3番14号 4〜7番 18番13〜18号 19番1〜10号 19番34号 20〜24番 31番12〜27号 | 横浜市立駒岡小学校   | 横浜市立末吉中学校 |
| 梶山二丁目 | 1〜2番 3番15〜60号                                                           | 横浜市立駒岡小学校   | 横浜市立寺尾中学校 |

## 事業所
2021年（令和3年）現在の経済センサス調査による事業所数と従業員数は以下の通りである。
| 丁目       | 事業所数 | 従業員数 |
| ---------- | -------- | -------- |
| 梶山一丁目 | 41事業所 | 335人    |
| 梶山二丁目 | 50事業所 | 331人    |
| 計         | 91事業所 | 666人    |

### 事業者数の変遷
経済センサスによる事業所数の推移。
| 年                 | 事業者数 |
| ------------------ | -------- |
| 2016年（平成28年） | 78       |
| 2021年（令和3年）  | 91       |

### 従業員数の変遷
経済センサスによる従業員数の推移。
| 年                 | 従業員数 |
| ------------------ | -------- |
| 2016年（平成28年） | 576      |
| 2021年（令和3年）  | 666      |

## 施設
- 三ツ池幼稚園

## その他

### 日本郵便
- 郵便番号 : 230-0072[3]（集配局：鶴見郵便局[19]）

### 警察
町内の警察の管轄区域は以下の通りである。
| 丁目       | 番・番地等 | 警察署     | 交番・駐在所 |
| ---------- | ---------- | ---------- | ------------ |
| 梶山一丁目 | 全域       | 鶴見警察署 | 上末吉交番   |
| 梶山二丁目 | 全域       | 鶴見警察署 | 上末吉交番   |